# Kvalifikace (osobní)
Kvalifikace je způsobilost řádně vykonávat určitou pracovní činnost, určitou pozici nebo určité povolání. Kvalifikace v sobě zahrnuje znalosti, dovednosti a kompetence, které jsou pro vykonávání příslušné činnosti, pozice nebo povolání potřebné. Kvalifikaci lze získat vzděláváním ve škole nebo v kurzu, praxí nebo samostudiem. Kvalifikace zpravidla bývá potvrzována určitým dokladem (vysvědčením, osvědčením, diplomem, certifikátem aj.).

## Soustava kvalifikací v ČR
V České republice existuje Národní soustava kvalifikací (NSK), která je navázána na Evropský rámec kvalifikací (EQF). NSK je registr profesních kvalifikací, který vytvářejí zástupci zaměstnavatelů (zaměstnavatelských a profesních společenstev, asociací, svazů, cechů, komor, významných podniků) v kooperaci se zástupci vzdělavatelů a pod metodickým vedením Národního pedagogického institutu České republiky. Každá kvalifikace v NSK má svůj kvalifikační a hodnoticí standard. NSK, její struktura a prvky i pravidla zkoušek pro jednotlivé kvalifikace jsou dány Zákonem č. 179/2006 Sb., o ověřování a uznávání výsledků dalšího vzdělávání.
Zkoušky z jednotlivých kvalifikací NSK provádějí tzv. autorizované osoby (mají oprávnění ověřovat příslušnou kvalifikaci, které jim udělilo věcně příslušné ministerstvo - tzv. Autorizující orgán). Připuštění ke zkoušce není podmíněno absolvováním žádného vzdělávání - podstatné je, co člověk předvede u zkoušky a nezáleží na tom jak se to naučil.

## Kvalifikovaný pracovník
Kvalifikovaným pracovníkem je každý pracovník, který má ke své práci zvláštní dovednosti, výcvik, znalosti a (obvykle získané) schopnosti. Dovednosti získal absolvováním univerzity, vysoké nebo odborné školy (učiliště), anebo mohl získat své dovednosti a zkušenosti v práci. 
Kromě obecného významu tohoto pojmu mohou různé státní i místní úřady vyžadovat, aby kvalifikovaní pracovníci splnili i další kritéria. Například podle americké Občanské a imigrační služby nemůže být pracovní poměr kvalifikovaných pracovníků sezónní ani dočasný a požadují se alespoň dva roky praxe nebo školení.
Kvalifikovaná práce se může lišit podle typu (služba nebo práce), požadavků na vzdělání (od učňovského po vysokoškolské vzdělání) a třeba dostupnosti (nezávislý versus pracovní poměr). Každý rozdíl se odráží v názvu pozice, možnostech, odpovědnosti a (nejvýznamněji) platu nebo jiné odměně. Kvalifikovaní pracovníci jsou obecně ve společnosti ceněni výše než nekvalifikovaní, protože je obtížnější je v případě potřeby nahradit. Výsledkem je, že kvalifikovaní pracovníci mají tendenci požadovat za své úsilí vyšší finanční kompenzaci.
Nedostatek kvalifikované pracovní síly je označován za jeden z největších problémů dneška.[zdroj?]